# 第一号型哨戒艇
第一号型哨戒艇（だいいちごうがたしょうかいてい）は、かつて大日本帝国海軍に在籍した哨戒艇。同型艇2隻。

## 概要
1939年に軍令部が要望した老齢の駆逐艦10隻の哨戒艇改造計画に基づき、戦備促進の一環として実施されたもの。原計画では峯風型駆逐艦4隻、二等駆逐艦6隻だったが、峯風型からの改造は2隻に縮小され、代替として二等駆逐艦からの改造を10隻に増加した。峯風型2隻の改造の内容はボイラーの半数、2番主砲、1番および3番連管の撤去である。
1940年（昭和15年）4月、特務艇類別等級を改正して同別表に哨戒艇の部と第一号型の項を新設し、同項中に第1号哨戒艇（旧島風）と第2号哨戒艇（旧灘風）を登載した。
開戦直前になって旧2番連管と旧4番主砲を撤去し、旧1番連管跡などの甲板上に兵員室を設けて陸戦隊約250人の居住区とし、後部甲板に大発を2隻搭載して艦尾には発進用のスロープを設け、上陸作戦をスムーズに行えるよう改造された。これは後の一等輸送艦と同じ発想だった。
2隻は緒戦より各地の攻略作戦に従事した。1943年（昭和18年）以降は主に船団護衛に従事し2隻とも船団護衛中に戦没した。
第1号哨戒艇は1943年2月10日、特務艇のまま除籍されたが、第2号哨戒艇は、2月15日付で特務艇の哨戒艇から艦艇の哨戒艇（艇型名なし）となった。

## 同型艇
哨戒艇への編入は全て1940年（昭和15年）4月1日。
第1号旧島風。1943年（昭和18年）1月12日米潜「ガードフィッシュ」の雷撃により戦没（カビエン西方）
第2号旧灘風。1945年（昭和20年）7月25日英潜「スタボーン」（HMS Stubborn）の雷撃により戦没（ジャワ海）